# The Lizzie McGuire Movie (banda sonora)
The Lizzie McGuire Movie (Original Motion Picture Soundtrack) es el álbum de banda sonora de la película de 2003 del mismo nombre. Fue lanzado el 22 de abril de 2003 por Walt Disney Records.

## Música
Está compuesta principalmente por canciones de (o inspiradas en) la película, incluyendo "Why Not" de Hilary Duff y "Girl in the Band" de su hermana Haylie Duff. "Why Not" se lanzó en Radio Disney el 21 de marzo de 2003. En Australia y Europa, el 23 de junio de 2003. Una versión de "Why Not" con una letra diferente en la primera estrofa se incluyó posteriormente en el segundo álbum de estudio de Duff, "Metamorphosis". Duff se refirió a "Why Not" como "una canción que me encanta. Es muy divertida y habla de relajarse, así que es genial".
Si bien el actor Yani Gellman interpretó al cantante pop Paolo en la gran pantalla, el libro "Disney High" reveló que la versión balada de "What Dreams Are Made Of" que aparece en la película y en la banda sonora era en realidad una grabación de demostración con el productor musical Mark Hammond cantando para Paolo y una cantante local llamada Amy Owsley cantando para Isabella. Hammond le contó a la autora Ashley Spencer que no sabía que su versión de la canción se usaría en la película hasta que la escuchó en el estreno.

## Recepción de la crítica
Heather Phares, de AllMusic, calificó la banda sonora de la película Lizzie McGuire como una "banda sonora divertida, pero no especialmente memorable".

## Rendimiento comercial
Dos semanas después de su lanzamiento, The Lizzie McGuire Movie recibió la certificación de oro de la Recording Industry Association of America (RIAA) por envíos de más de 500.000 copias en Estados Unidos. La banda sonora ocupó el puesto número diez en la semana del 14 de mayo, con 92.900 copias vendidas, lo que representó un aumento del 30% con respecto a la semana anterior semana. La semana siguiente vio una disminución de ventas del 16% a 78,000 copias, a pesar de subir dos puestos al número ocho. En la semana del 28 de mayo, la banda sonora se mantuvo en el número ocho, vendiendo 77,000 copias adicionales. El álbum ha sido certificado platino por la CRIA, y 2× platino por la RIAA por vender 2.000.000 de copias en los EE.UU.

## Lista de canciones
| N.º   | Título                                                                                  | Producer(s)       | Duración |  |
| 1.    | «Why Not» (interpretada por Hilary Duff)                                                | Gerrard           | 2:59     |  |
| 2.    | «The Tide Is High (Get the Feeling)» (interpretada por Atomic Kitten)                   | Bill Padley       | 3:22     |  |
| 3.    | «All Around the World» (interpretada por Cooler Kids)                                   | Pop Rox           | 4:12     |  |
| 4.    | «What Dreams Are Made Of» (Ballad Version) (interpretada por Mark Hammond & Amy Owsley) | Mark Hammond      | 1:44     |  |
| 5.    | «Shining Star» (interpretada por Jump5)                                                 | Hammond           | 3:17     |  |
| 6.    | «Volaré» (interpretada por Vitamin C)                                                   | Christian Hamm    | 3:00     |  |
| 7.    | «Open Your Eyes (To Love)» (interpretada por LMNT)                                      | Robbie Buchanan   | 2:29     |  |
| 8.    | «You Make Me Feel Like a Star» (Lizzie Mix) (interpretada por The Beu Sisters)          | Stephen Lironi    | 3:05     |  |
| 9.    | «Supermodel» (interpretada por Taylor Dayne)                                            | Marco Marinangeli | 3:45     |  |
| 10.   | «What Dreams Are Made Of» (interpretada por Hilary Duff)                                | Hammond           | 4:02     |  |
| 11.   | «On an Evening in Roma» (interpretada por Dean Martin)                                  | Lee Gillette      | 2:25     |  |
| 12.   | «Girl in the Band» (interpretada por Haylie Duff)                                       | Bennett           | 3:01     |  |
| 13.   | «Orchestral Suite from The Lizzie McGuire Movie» (interpretada por Cliff Eidelman)      | Eidelman          | 7:31     |  |
| 14.   | «Why Not» (McMix) (interpretada por Hilary Duff)                                        | Gerrard           | 2:52     |  |
| 47:44 |                                                                                         |                   |          |  |

La voz de Isabela fue proporcionada por la hermana de Hilary Duff, Haylie Duff.

## Charts

### Weekly charts
| Chart (2003)                       | Peak position |
| ---------------------------------- | ------------- |
| Australia (ARIA)                   | 6             |
| Canadá (Billboard Canadian Albums) | 8             |
| Estados Unidos (Billboard 200)     | 6             |
| Estados Unidos (Soundtrack Albums) | 1             |

### Year-end charts
| Chart (2003)                                    | Position |
| ----------------------------------------------- | -------- |
| Australia (ARIA)                                | 81       |
| Estados Unidos US Billboard 200                 | 44       |
| Estados Unidos US Soundtrack Albums (Billboard) | 4        |

| Chart (2004)                                    | Position |
| ----------------------------------------------- | -------- |
| Estados Unidos US Billboard 200                 | 199      |
| Estados Unidos US Soundtrack Albums (Billboard) | 7        |